# Efecto del ion común
El efecto del ion común establece que en una solución química en donde varias especies se asocian de forma reversible entre sí por un proceso de equilibrio, incrementando la concentración de cualquiera de sus componentes disociados mediante la adición de otro químico que también lo contenga causará un incremento en la cantidad de asociación [1]. Este resultado es una consecuencia del Principio de Le Chatelier por la reacción de equilibrio de asociación/disociación. Este efecto es comúnmente visto como un efecto sobre la solubilidad de las sales y otros electrólitos débiles. Adicionando una cantidad de uno de estos iones de la sal generalmente conduce a un aumento en la precipitación de la sal, la cual reduce la concentración de ambos iones de la sal hasta que el equilibrio de solubilidad es alcanzado. El efecto se basa en el hecho de que ambos, la sal original y el otro químico agregado tienen un ion en común.
En otras palabras se basa en el producto de solubilidad (Ksol) según el cual, para disminuir la solubilidad de una sal se agrega uno de los iones. Al aumentar la concentración de uno de los iones que forman el precipitado, la concentración del otro debe disminuir para que el Ksol permanezca constante, a una temperatura determinada. Este efecto es el que permite reducir la solubilidad de muchos precipitados, o para precipitar cuantitativamente un ion, usando exceso de agente precipitante.

## Efectos de solubilidad
Artículo principal: Equilibrio de solubilidad.
Un ejemplo práctico utilizado ampliamente en áreas que extraen agua potable de acuíferos de tiza o de piedra caliza, es la adición de carbonato de sodio al agua cruda para reducir la dureza del agua. En el proceso del tratamiento de agua, sal de carbonato de sodio altamente soluble es añadida para precipitar el carbonato de calcio escasamente soluble. El precipitado muy puro y finamente dividido del carbonato de calcio que es generado es avaluado como un valioso subproducto usado en la manufacturación de la pasta dental.
El proceso de precipitación salina usada en la elaboración de jabones se beneficia del efecto ion común. Los jabones son sales de sodio de ácidos grasos. La adición de cloruro de sodio reduce la solubilidad de las sales del jabón. Los jabones se precipitan debido a una combinación del efecto del ion común y un incremento de la fuerza iónica.
Los mares, el agua salobre, y otros tipos de agua, contienen apreciables cantidades de iones de sodio (Na+) que interfieren con el comportamiento normal del jabón por el efecto del ion común. En la presencia de exceso de Na+, la solubilidad de la sal del jabón es reducida, haciéndolo menos efectivo.

## Efecto del Amortiguador químico
Artículo principal: Tampón químico
Una solución Buffer (Tampón) contiene un ácido y su base conjugada o una base y su ácido conjugado. La adición del ion conjugado resultara en un cambio de pH de la solución Buffer. Por ejemplo, si ambos, el acetato de sodio y el ácido acético son disueltos en la misma solución, ambos disocian e ionizan para producir iones de acetato. El acetato de sodio es un electrólito fuerte, por lo que se disocia completamente en la solución. El ácido acético es un electrólito débil, por lo que solo se ioniza ligeramente . De acuerdo al principio de Le Chatelier, la adición de iones acetato del acetato de sodio suprimirá la ionización del ácido acético y moverá su equilibrio hacia la izquierda. Por lo tanto el porcentaje de la disociación del ácido acético disminuirá, y el pH de la solución incrementara.
La ionización de un ácido o una base esta limitada por la presencia de su ácido o base conjugada.

## Ejemplos
- Si el acetato de sodio y el ácido acético se disuelven en la misma solución, ambos se disocian y se ionizan para producir iones acetato. El acetato de sodio es un electrolito fuerte que se disocia completamente. El ácido acético es un ácido débil por lo que sólo se ioniza ligeramente. De acuerdo con el principio de Le Châtelier, la adición de iones de acetato de sodio suprime la ionización del ácido acético y el cambio de su equilibrio a la izquierda. Así, el porcentaje de disociación del ácido acético disminuye y el pH de la solución aumenta. La ionización de un ácido o de una base está limitada por la presencia de su ácido conjugado (si el que se ioniza es una base) o de su base conjugada (si por el contrario es un ácido).

{\displaystyle {\ce {NaC2H3O2 (s) -> Na^+ (aq) + C2H3O2^- (aq)}}}
{\displaystyle {\ce {C2H4O2 (l) <=> H^+ (aq) + C2H3O2^- (aq)}}}

Esto disminuirá la concentración de iones de hidrónio (o de oxidrilo si se estuviera trabajando con un par base + ácido conjugado) y por lo tanto la solución del ion común será menos ácida que una solución que sólo contiene ácido acético (o, nuevamente, menos básica si se estuviera trabajando con una base en lugar de un ácido).
- Ejemplo - catión plata:

Si una solución contiene disueltas dos sustancias que tienen un ion en común (por ejemplo cloruro de plata y nitrato de plata), al calcular el producto iónico (PI), no solo debe considerarse el aporte de catión plata proveniente del cloruro, sino también el que proviene del nitrato de plata.
Si el nitrato de plata se agrega a una solución saturada de cloruro de plata, el incremento provocado en la concentración molar del catión plata hará que el PI sea mayor que el Ksol, por lo tanto, precipitará algo de cloruro de plata para restablecer el equilibrio. El efecto del agregado de un ion común es una disminución en la solubilidad de la sal (cloruro de plata en este caso).

## Excepciones
Muchos compuestos de metales de transición violan esta regla debido a la formación de iones complejos, un escenario que no forma parte de los equilibrios que intervienen en la precipitación simple de sales de la solución iónica. Por ejemplo, el cloruro de cobre (I) es insoluble en agua, pero se disuelve cuando los iones de cloruro son añadidos, como cuando el ácido clorhídrico es añadido. Esto es debido a la formación de iones complejos de CuCl2−.

## Efecto iones poco comunes
Algunas veces adherir un ion diferente del que es parte del precipitado de la sal puede incrementar la solubilidad de esta. Esto es llamado "efecto de ion poco común". Esto ocurre porque el total de concentraciones de iones incrementa, la atracción inter-ion con la solución puede convertirse en un factor importante[3].
Este equilibrio alternativo hace a los iones menos disponibles para la reacción de precipitación. Esto también es llamado efecto iónico extraño.